# آلبرتو آبالده
آلبرتو آبالده (اسپانیایی: Alberto Abalde‎؛ زادهٔ ۱۵ دسامبر ۱۹۹۵) بازیکن بسکتبال اهل اسپانیا است.
از باشگاه‌هایی که در آن بازی کرده‌است می‌توان به باشگاه بسکتبال والنسیا، باشگاه فوتبال رئال مادرید، و باشگاه بسکتبال یوونتوت بادالونا اشاره کرد.
وی در مسابقات کشوری و بین‌المللی در مجموع برندهٔ ۱ مدال نقره، ۱ مدال برنز شده‌است.